# Movistar Open 2000 - Qualificazioni doppio
Le qualificazioni del doppio  del Movistar Open 2000 sono state un torneo di tennis preliminare per accedere alla fase finale della manifestazione. I vincitori dell'ultimo turno sono entrati di diritto nel tabellone principale. In caso di ritiro di uno o più giocatori aventi diritto a questi sono subentrati i lucky loser, ossia i giocatori che hanno perso nell'ultimo turno ma che avevano una classifica più alta rispetto agli altri partecipanti che avevano comunque perso nel turno finale.
Le qualificazioni del doppio del torneo Movistar Open 2000 prevedevano 4 coppie partecipanti di cui una è entrata nel tabellone principale.

## Teste di serie
1. Francisco Cabello /  Agustín Calleri (Qualificati)

1. Emilio Benfele Álvarez /  Sargis Sargsian (primo turno)

## Qualificati
1. Francisco Cabello  /   Agustín Calleri

## Tabellone

### Legenda
| - Q = Qualificato - WC = Wild card - LL = Lucky loser | - ALT = Alternate - SE = Special Exempt - PR = Protected Ranking | - w/o = Walkover - r = Ritirato - d = Squalificato |

|  | Primo turno | Primo turno                            | Primo turno                            | Primo turno | Primo turno |  |  | Ultimo turno | Ultimo turno                      | Ultimo turno                      | Ultimo turno | Ultimo turno |  |
|  |             |                                        |                                        |             |             |  |  |              |                                   |                                   |              |              |  |
|  | 1           | Francisco Cabello Agustín Calleri      | Francisco Cabello Agustín Calleri      | 7           | 6           |  |  |              |                                   |                                   |              |              |  |
|  |             | Orlin Stanojčev Cristiano Testa        | Orlin Stanojčev Cristiano Testa        | 5           | 4           |  |  | 1            | Francisco Cabello Agustín Calleri | Francisco Cabello Agustín Calleri | 7            | 7            |  |
|  |             | Hermes Gamonal Adrián García           | Hermes Gamonal Adrián García           | 6           | 6           |  |  |              | Hermes Gamonal Adrián García      | Hermes Gamonal Adrián García      | 64           | 62           |  |
|  | 2           | Emilio Benfele Álvarez Sargis Sargsian | Emilio Benfele Álvarez Sargis Sargsian | 2           | 0           |  |  |              |                                   |                                   |              |              |  |